# 900
Évszázadok: 8. század – 9. század – 10. század
Évtizedek: 850-es évek – 860-as évek – 870-es évek – 880-as évek – 890-es évek – 900-as évek – 910-es évek – 920-as évek – 930-as évek – 940-es évek – 950-es évek
Évek: 895 – 896 – 897 – 898 –  899 – 900 – 901 – 902 – 903 – 904 – 905

## Események

### Európa
- Árpád magyar fejedelem követséget küld Gyermek Lajos keleti frank királyhoz, felajánlva az előző évben Arnulf halálával megszűnt szövetség megújítását. A frank régens, Hatto mainzi érsek kémeknek tartja a követeket és elutasítja az ajánlatot.
- A magyarok megtámadják a Keleti Frank Királyságot és megszállják a Dunántúlt. Ehhez hazahívják az Észak-Itáliát fosztogató sereget. Békét kötnek Berengár itáliai királlyal, aki hajlandó éves adót fizetni, cserébe megígérik neki, hogy segíteni fogják ellenségeivel szemben. A hazafelé tartó magyar sereg megtámadja Velencét és kifosztja a hozzá tartozó szárazföldi kisvárosokat. Amikor azonban magába a városba akarnak átúsztatni a lagúnán lovaikkal és felfújt bőrtömlőkkel, a velencei flotta visszaveri őket.
- Egy magyar portyázó csoport betör Bajorországba és feldúlja Linz és Regensburg környékét. Luitpold karintiai őrgróf és Richárd passaui püspök megtámadja és legyőzi a zsákmánnyal visszavonuló magyarokat, akik közül állítólag 1200-an esnek el vagy fulladnak menekülés közben a Dunába.
- Januárban meghal IX. János pápa. Utódjául IV. Benedeket választják.
- Ősszel az itáliai nemesség (köztük II. Adalbert toszkánai őrgróf) fellázad a magyarokat feltartóztatni képtelen Berengár ellen és behívják Lajos provence-i királyt. Támogatásukkal Lajos októberben bevonul Paviába, a fővárosba, ahol királlyá koronázzák.
- A lotaringiai nemesség fellázad Zwentibold király (Arnulf törvénytelen fia) ellen és Gyermek Lajost ismerik el uralkodójuknak. Augusztusban az ellenük vívott csatában Zwentibold elesik.
- I. Atenulf capuai herceg elfoglalja Beneventót és elűzi annak hercegét, II. Radelchist.
- Fulkó reimsi érsek a maga hatáskörébe rendeli az addig II. Balduin flamand őrgrófhoz tartozó St. Vaas apátságát. Balduin erre a szolgáival meggyilkoltatja az érseket.
- Az előző évben megözvegyült Bölcs Leó bizánci császár feleségül veszi Eudokia Baianét.
- II. Ibráhim aglabida emír fia, Abdalláh vezetésével sereget küld a fennhatósága ellen lázadó szicíliai arabok ellen. A Trapani mellett vívott csata után a lázadók Palermóba vonulnak vissza, majd egy hetes ostrom után megadják magukat.
- II. Donald skót király elesik a vikingekkel vívott csatában. Utódja unokatestvére, II. Konstantin.

### Abbászida Kalifátus
- Iszmail Számáni, Transzoxánia számánida emírje al-Mutadid kalifa jóváhagyásával megtámadja és legyőzi a szaffárida Amr ibn al-Lajsz horászáni emírt, akit megláncolva küld el a kalifához.
- A kilikiai Tarszosz arab kormányzója, Ibn al-Ihsad betör a Bizánci Birodalom területére, de megölik. A bizánci ellencsapás során foglyul ejtik utódját, Abu Tabitot és elküldik Konstantinápolyba.
- A Bahreinben független államot alapított karámita Abu Szaid al-Dzsannábí legyőzi a kalifa ellene küldött seregét.

### Kína
- Az eunuch klikkek ellen szervezkedő Csao-cung császárt az eunuchok lemondásra kényszerítik, miután részegen több eunuchot és udvarhölgyet megölt.

## Születések
- Adaldag, hamburg-brémai püspök
- II. Berengár, itáliai király
- Berthold, bajor herceg
- Gero, szász őrgróf
- Konrád, konstanzi püspök
- II. Ramiro, leóni király

## Halálozások
- június 17. - Fulkó, reimsi érsek
- augusztus 13. - Zwentibold, lotaringiai király
- II. Donald, skót király
- IX. János, római pápa
- Ono no Komacsi, japán költőnő

## Fordítás
- Ez a szócikk részben vagy egészben  a(z)   900 című angol Wikipédia-szócikk ezen változatának fordításán alapul.  Az eredeti cikk szerkesztőit annak laptörténete sorolja fel. Ez a jelzés csupán a megfogalmazás eredetét és a szerzői jogokat jelzi, nem szolgál a cikkben szereplő információk forrásmegjelöléseként.